# Гуго де Шамплит
Гуго де Шамлитт (фр. Hugues de Champlitte; ? — 1209) — князь-регент княжества Ахейи в 1209 году.

## Биография
Гуго Шамплитт приходился племянником князя Ахейи Гильома I и был сыном (?) его брата Эда.
Гуго разделил с дядей все превратности Четвёртого крестового похода, участвовал во взятии Константинополя и завоевании Пелопоннеса.
В 1208 году во Франции скончался старший брат князя, Луи де Шамплитт, и Гильом I де Шамплит отправился на родину, чтобы вступить в права наследства. Поскольку сын Гийома был несовершеннолетним и находился во Франции, Гуго принял на себя управление княжеством Ахейя, как регент и судебный пристав. В 1209 году Гильом скончался в Италии, не доехав до Франции, и почти одновременно с ним в Ахейе умер Гуго.